# Bilety państwowe Ministerstwa Skarbu
Bilety państwowe Ministerstwa Skarbu – papierowe znaki pieniężne funkcjonujące na zasadach banknotów, emitowane przez Ministerstwo Skarbu w latach 1926 oraz 1938, wprowadzane do obiegu pieniężnego równolegle z banknotami Banku Polskiego.

## Rys historyczny
W okresie międzywojennym Ministerstwo Skarbu przeprowadziło tylko dwie emisje biletów państwowych:
- z datą 25 października 1926 o nominale 5 złotych – wprowadzonego do obiegu 25 marca 1927 r.[1],
- z datą 1 października 1938 o nominale 1 złoty – wprowadzonego do obiegu 26 sierpnia 1939 r., na pięć dni przed wybuchem II wojny światowej[3].

Funkcja tych dwóch emisji była za każdym razem inna. W przypadku emisji z 1926 celem było uzupełnienie obiegu o nominał pięciozłotowy, który ustawowo miał być monetą, ale ze względu na rozwój sytuacji gospodarczej aż do lipca 1928 r. w tej postaci nigdy do obiegu nie wszedł. 
Bilet jednozłotowy emisji z 1 października 1938 r. pochodził z większej tzw. serii mobilizacyjnej, przeznaczonej do zastąpienia pieniędzmi papierowymi bilonu w przypadku paniki wojennej. Seria miała być poświęcona królom polskim. W założeniach były to trzy nominały:
- 1 złoty z podobizną Bolesława Chrobrego,
- 2 złote ze Stefanem Batorym,
- 5 złotych z Janem III Sobieskim.

Zdołano opracować projekty wszystkich trzech biletów, ale zdążono wydrukować tylko bilet państwowy jednozłotowy, który we wrześniu 1939 r. miał w obiegu zastąpić niklową złotówkę. Państwowy bilet jednozłotowy emisji z 1 października 1938 r., inaczej niż 5-złotówka z 25 października 1926, nie posiadał klauzuli prawnej.
Ze względu na tego samego emitenta pierwsza emisja w pewnym stopniu przypominała bilety zdawkowe, chociaż ich szata graficzna była całkiem odmienna. W przeciwieństwie do pięciozłotowego biletu zdawkowego ten państwowy nie przedstawiał wizerunków awersu i rewersu zastępowanej monety.
Dla biletów państwowych nie obwiązywał parytet złota, który dotyczył banknotów Banku Polskiego. Pięciozłotowe bilety państwowe uczestniczyły częściowo w tzw. małej inflacji, zwanej też bilonową, spowodowanej nadmiernymi emisjami Ministerstwa Skarbu równoległymi do będących pod pełną kontrolą zasad bankowości emisjami Banku Polskiego.

## Bilety państwowy emisji 25 października 1926
| Nominał   | Awers banknotu | Rewers banknotu | Charakterystyka              |
| --------- | -------------- | --------------- | ---------------------------- |
| 5 złotych |                |                 | Emisja: 25 października 1926 |

## Bilety państwowy emisji 1 października 1938
| Nominał | Awers banknotu | Rewers banknotu | Charakterystyka             |
| ------- | -------------- | --------------- | --------------------------- |
| 1 złoty |                |                 | Emisja: 1 października 1938 |

## Wzory
| Nominał   | Awers banknotu | Rewers banknotu |
| --------- | -------------- | --------------- |
| 1 złoty   |                |                 |
| 5 złotych |                |                 |

## Fałszerstwa

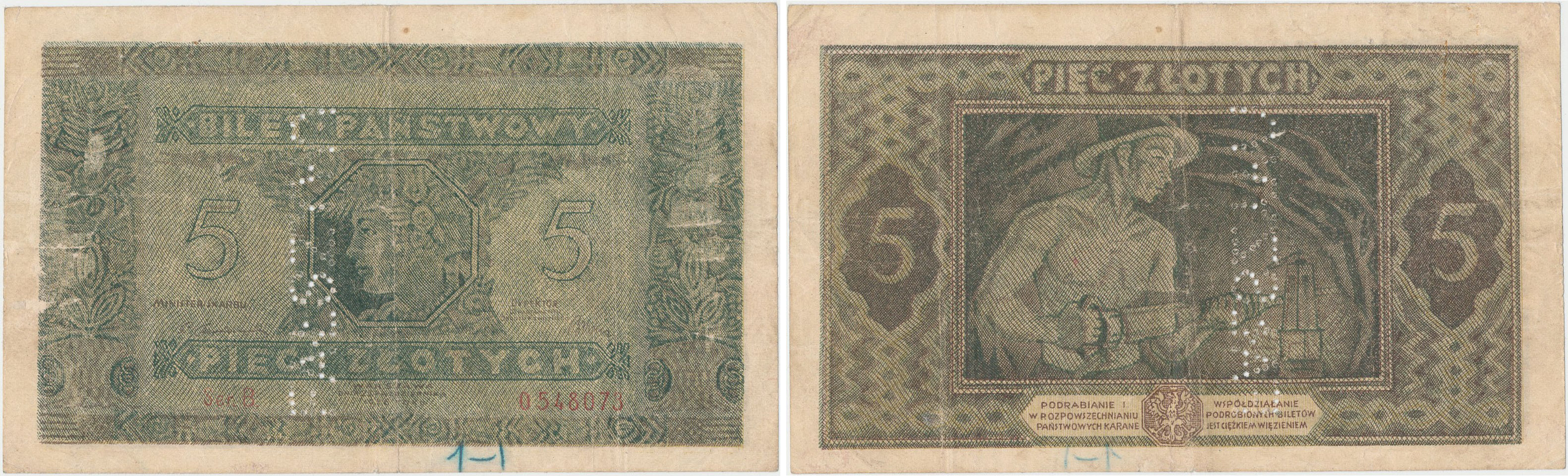
Fałszerstwo pięciozłotówki 1926